# Saint-Martial-le-Mont
 Saint-Martial-le-Mont  es una comuna (municipio) de Francia, en la región de Lemosín, departamento de Creuse, en el distrito de Aubusson y cantón de Saint-Sulpice-les-Champs.
Su población en el censo de 1999 era de 276 habitantes.
Está integrada en la Communauté de communes Du Pays Creuse Thaurion Gartempe.

## Demografía
| 353 | 356 | 316 | 265 | 255 | 276 |
| Para los censos de 1962 a 1999 la población legal corresponde a la población sin duplicidades (Fuente: INSEE [Consultar]) |     |     |     |     |     |